# Wismes
Wismes é uma comuna francesa na região administrativa de Altos da França, no departamento de Pas-de-Calais. Estende-se por uma área de 11,93 km². Em 2010 a comuna tinha 508 habitantes (densidade: 42,6 hab./km²).